# Sân vận động Ishin Me-Life
Sân vận động Ishin Me-Life (維新みらいふスタジアム) là một sân vận động nằm ở thành phố Yamaguchi, Nhật Bản. Mở cửa năm 1963 và được cải tạo năm 2011, nơi đây là sân nhà của câu lạc bộ bóng đá Renofa Yamaguchi.